# 東皇殿
東皇殿位於四川省樂山市馬邊縣，文物遺址年代判定為明至清。2012年7月16日公佈為第八批四川省文物保護單位。
東皇殿位於四川省樂山市馬邊彝族自治縣榮丁鎮永樂村解放社區，東皇殿在榮丁中學校園內，佛殿在榮丁中心校園內，兩殿相隔12公尺，坐西南向東北，占地面積327.2平方公尺。東皇殿建於明嘉靖年間，建築面積132平方公尺，素面台基，垂帶式踏道5級，面闊3間9.5公尺，進深3間9.5公尺，木結構，抬梁梁架，重簷歇山式屋頂，簷下施斗拱22朵，架椽屋用4柱，脊高8.85公尺。佛殿建築面積195.2平方公尺，木結構，抬梁穿斗混合結構，斗拱建築，單簷歇山式屋頂，簷下施斗拱8朵，10架椽屋用5柱，面闊3間11.1公尺，進深4間12.9公尺，高8.5公尺。東皇殿，俗稱“大寺上”，是馬邊縣迄今保存最為完好、最有特色的古建築。1998年，東皇殿被樂山市人民政府公佈為市級文物保護單位。